# Leslie Mottram
Leslie William Mottram dit Leslie Mottram ou Les Mottram, né le 5 mars 1951, est un ancien arbitre de football écossais. Il fut arbitre FIFA de 1991 à 1996. Il fut l'arbitre du match France-Bulgarie en 1993, fatal pour les Bleus pour la coupe du monde 1994. Il a arrêté sa carrière d'arbitre en 2002, devenant alors instructeur d'arbitrage à la Fédération japonaise de football jusqu'en 2005.

## Carrière
Il a officié dans des compétitions majeures  : 
- Scottish Challenge Cup 1991-1992 (finale)
- Coupe du monde de football de 1994 (2 matchs)
- Coupe d'Écosse de football 1994-1995 (finale)
- Supercoupe de l'UEFA 1995 (match retour)
- Coupe Umbro (1 match)
- Coupe de la Ligue d'Écosse de football 1995-1996 (finale)
- Euro 1996 (2 matchs)